# 劉貺
劉貺（？—？），字惠卿，唐朝徐州彭城县人。劉藏器之孙，刘知几长子。
刘贶博通经史，明天文、律曆、音乐、医算之术。武则天时，乐曲《明君》尚有四十言，所传二十六言，刘贶以为应该取吴地人传习。开元初年为左拾遗，开元九年，刘贶为太乐令，犯事流放。刘知几为儿子请托执政，唐玄宗将他贬为安州别驾。刘知几去世后，擢升刘贶为起居郎。历任右拾遗内供奉。官至起居郎、修国史。刘贶依刘向《说苑》撰《续说苑》十卷献上，唐玄宗嘉奖他。刘贶以《竹书纪年》序诸侯列会都写谥号，是后人追修，非当时正史。如齐人歼于遂，郑弃其师，都是孔子新意，《师春》一篇录卜筮事，与左传相合，知按《春秋》经传而为，因著《六经外传》三十七卷。另有著作《太乐令壁记》三卷、《真人肘后方》三卷、《天宫旧事》一卷。

## 子
- 刘浹
  - 刘敦質
  - 刘敦儒
- 刘滋
  - 刘約
  - 刘緒